# Фарел Уилямс
Фарел Уилямс (на английски: Pharrell Williams), известен още и като Фарел, е американски певец, автор на песни, рапър, музикален продуцент, моден дизайнер и барабанист. „Нептюнс“ е името на дуета Уилямс – Чад Хюго, които правят соул, хип-хоп и ритъм енд блус музика. Освен това той е вокалист и барабанист на рок, фънк и хип-хоп групата „Ен И Ар Ди“, която сформира с Хюго и приятеля си от детството Шей Хейли. Първият сингъл, Frontin, излиза през 2003 г. и е последван от дебютната плоча In My Mind (2006). Вторият му албум да излиза през 2014 година. Той участва и в много дуети. Неговият популярен хит „Happy“ e част от албума му „GIRL“.

## Дискография

### Соло албуми
- In My Mind (2006)
- Girl (2014)

### Албуми с колаборация
с N.E.R.D
- In Search Of... (2002)
- Fly or Die (2004)
- Seeing Sounds (2008)
- Nothing (2010)
- No One Ever Really Dies (2017)

с The Neptunes
- The Neptunes Present...Clones (2003)